# NEWSMAN
『NEWSMAN』（ニュースマン）は、矢島正雄原作、ふんわり（現・小幡文生）作画の漫画。集英社発行の漫画雑誌『スーパージャンプ』にて連載された。単行本は全2巻（集英社刊）。

## あらすじ
毎朝新聞の記者睦峰雄は組織やタブーを省みず取材し、記事を書き続ける。ジャーナリズムを死なせないために。

## 登場人物
睦峰雄
主人公。毎朝新聞の記者。毎朝新聞ひいてはジャーナリズムを死なせないため、組織やタブーを逸脱する行為を繰り返す。
当初は孤立しがちだったが、回を追うごとに理解者が少しずつ増えていく。
父親は主筆や社主と並び「三羽烏」と賞された敏腕ジャーナリスト。
睦サラ
峰雄の娘。まだ小学生だが利発で頭の回転が速く、峰雄に頼まれて情報収集を行うこともある。
吉岡凛子
峰雄の別れた妻。毎朝新聞政治部の記者。ジャーナリストの誇りはあるのだが、強者におもねり弱者を踏みつけにすることをよしとすることがある。
サラを引き取りたいと願っているが、まだ峰雄に未練がある。
主筆の愛人となっているが、あくまで仕事と地位を得るための関係である。そのため、終盤では権力に溺れて暴走する主筆を見限る。
安東亜衣
社会部の記者。
主筆
毎朝新聞の記者たちを統括する、社主に次ぐ権力者。
かつては峰雄の父や社主と並び「三羽烏」と賞されていたが、現在では権力欲に駆られている。
社主
毎朝新聞のトップ。
かつては峰雄の父や社主と並び「三羽烏」と賞されていたが、当人は峰雄の父に憧れていた。そのため、峰雄を自分の派閥に取り込もうとする。

## 単行本
- 第1巻 2007年4月発行 ISBN 978-4-08-859635-8
- 第2巻 2007年8月発行 ISBN 978-4-08-859662-4